# Bruno Mingeon
Bruno Mingeon, född den 7 september 1967 i Bourg-Saint-Maurice, Frankrike, är en fransk bobåkare.
Han tog OS-brons i herrarnas fyrmanna i samband med de olympiska bobtävlingarna 1998 i Nagano.